# همزة القطع وألف الوصل

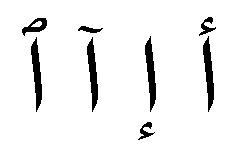
حرف الألف في عدة أشكال: همزة قطع، همزة وصل، وألف ممدودة.

تُعرَّفُ الهمزة على أنها صوتٌ شديدٌ، مخرجه من الحنجرة ولا يوصَف بالجهر أو الهمس وتكون الهمزة من حروف المعاني، فتُستعمل في النداء، لنداء القريب، في أَبُنَيَّ؛ وفي الاستفهام، فَيُسأَل بها عن أحد الشيْئين أو الأشياء وضمن أنواع الهمزة هما همزتا القطع والوصل واللتان تختلفان في طريقة النطق والرسم.

## همزة القطع

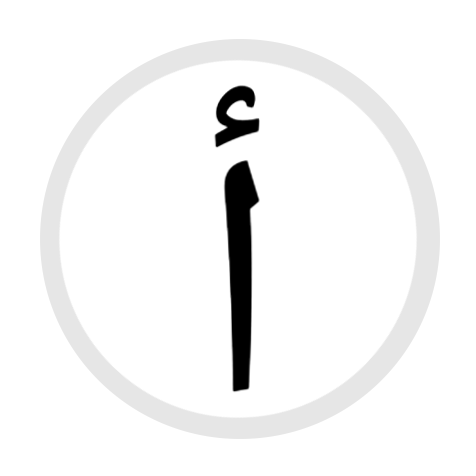
شكل من أشكال همزة القطع في اللغة العربية.

والّتي يكون رسمها (أ-إ) وتكتبُ وتنطقُ أوّل الكلام ووسطه وآخره تأتي في الحروف والأسماء وكذلك الأفعال على النحو التالي:

## أمثلة على همزة القطع
أخذ – أتى – إكرام – أمل – أمّة – إن – أخي – إلا – أميمة – أو – إلى – إذا – أقبل – إصدار – أفراد – أجسام – أصوات – إشارات.
ونخصص الكلمات في:

### 1 - في الحروف
تأتي همزة القطع في كلّ الحروف ما عدا (ال) التّعريف، مثالًا على ذلك: (أنّ)-(إنّ)-(أو)-(إلى)-(إلّا)-(همزة الاستفهام والنداء: أ).

### 2 - في الأسماء
تأتي همزة القطع في كلّ الأسماء (ما عدا تسعة أسماء ألفها ألف وصل سيتمُّ ذكرها لاحقًا).
مثال على أسماء تأخذ همزة القطع: (أحمد)-(أمل)-(إبراهيم)-(أسد)-(إسماعيل)-(إسلام)-(أحلام).
وكذلك الضمائر: أنتَ- أنتِ- أنتما- أنتم- أنتن...إلخ.

### 3 - في الأفعال
الأفعال الّتي تأتي فيها همزة القطع هي:
ماضي الثلاثي ومصدره، مثالاً على ذلك: (أكلَ>>أكلًا)-(أَخَذَ>>أخذًا)-(أَمَرَ>>أمرًا).
ماضي الرباعي ومصدره وأمره، نحو: (أَرْسَلَ>>أرْسِلْ>>إرسالًا)-(أَتْقَنَ>>أتْقِنْ>>إتقانًا)-(أسْلَمَ>>أسْلِمْ>>إسلامًا).
الفعل المضارع المهموز الأول: أستعملُ- أعظُ- أسألُ.

## ألف الوصل

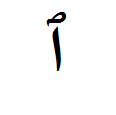
طريقة كتابة همزة الوصل في عدد من خطوط اللغة العربية.

من المعروف في اللغة العربية، أنه لا تبتدئ الكلمة بحرف ساكن مطلقًا، فإذا كان كذلك أتينا بهمزة الوصل لتحل المشكلة، وهي همزة ينطق بها في أول الكلمة بالحركات المعروفة (فتح – ضم – كسر) دون أن ترسم على الألف، ويختفي نطقها إذا وقعت الكلمة في وسط الكلام مثل: انطلق الفارس انطلاقة السهم.
والغرض من همزة الوصل كما أشرنا هو التوصل بنطق الساكن في بداية الكلمة، كما أن البعض يرسمها على شكل رأس ‘ص‘ صغيرة على الألف.

## أمثلة على همزة الوصل
اجلسْ – اذهبْ – افتخرَ – استغفرَ – احمرار – اثنان – الكتاب – امرأة – ابن – الحيوان – الطعام – الماء – الاتحاد السوفيتي - امرئ – التي - استقلال - اقرأ.
ونخصص الكلمات في:

### 1-في الحروف
تأتي ألف الوصل في حرفٍ واحدٍ فقط هو (ال) التّعريف، مثالا على ذلك: (العلم)-(الكتاب).

### 2-في الأسماء
تأتي ألف الوصل في تسعة أسماء فقط (ما مستثنى من همزة القطع):
1. اسم.
2. ابن.
3. ابنة.
4. امرؤ.
5. امرأة.
6. اثنان.
7. اثنتان.
8. ايم الله.
9. ايمن الله.

### 3-في الأفعال
أمر الثلاثي، نحو: (اشربْ)-(اسمعْ).
الخماسي ماضيه والأمر منه والمصدر المشتق منه، نحو:
(ابْتَعَدَ>>ابْتَعِدْ>>ابتعاداً)-(اشتَرَكَ>>اشترِكْ>>اشتراكا).
السداسي ماضيه والأمر منه والمصدر المشتق منه، نحو:
, (استخرَجَ>>استخرِجْ>>استخراجاً)-(استعمَلَ>>استعمِلْ>>استعمالاً).

## قاعدة استثنائية
تتحول همزة الوصل إلى همزة قطع إذا انتقلت إلى اسم العلم.
مثال: همزة ابتسام تكون وصلًا لأنها مصدر الفعل الخماسي (ابتسم)، لكن إذا قلنا "إبتسام فتاة جميلة" فهنا تكتب الهمزة قطعًا لأن الكلمة صارت علما على مسمي.
مثال آخر: اثنين تكون الهمزة وصلًا لأنها من الأسماء العشرة المعروفة، لكن إذا قلنا يوم الإثنين فهنا نكتب الهمزة قطعًا لأن الكلمة صارت علمًا على يوم.

## حذف همزة الوصل
تحذف همزة الوصل خطّا، من:
1 – (أل) إذا دخلت عليها لام الجر، مثل: ”قل للتلميذ أن يواضب على عمله".
- أو لام الابتداء، مثل قول عمر بن أبي ربيعة:

تشُطُّ غدا درا جيراننا  *  وللدار، بعد غد، أبعَدُ.
- أو همزة الاستفهام، مثل: ”آلعلم أفضل من المال؟”.

2 – كلمة ”ابن” إذا وقعت مفردة (غير مثناة وغير مجموعة) بين علمين، بشرط أن يكون العلم الثاني والد الأول، وأن تكون ”ابن” صفة للعلم الأول، وغير واقعة في أول السطر كتابة، مثل:
- عمر بن أبي ربيعة شاعر أموي مبدع.
- كان زيد بن خالد صديقا لي.

3 – من كلمة ”ابنة” بالشروط نفسها التي تشترط لحذف همزة ”ابن” ، مثل: ”زينب بْنةُ زيد”.
4 – من كلمة ”اسم”، وذلك إذا دخلت عليها همزة الاستفهام، مثل: ”أسمُك جميل؟” إو إذا كانت في البسملة الكريمة، وذلك بشرطين:
- أولهما أن تذكر البسملة كاملة: بسم الله الرحمن الرحيم”، فإن ذكرت ناقصة ثبُتت الألف، نحو: ”باسم الله”.
- وثانيها أن يكون متعلقها من فعل أو شبهه محذوفاً، فإذا ذكر المتعلق، ثبتت، نحو: ”أتبركُ باسم الله الرحمن الرحيم”.

5 – بعد ”الفاء” و ”الواو” من الأمر المهموز الفاء، مثل: ”فأْكُل” – ”وأْكُل”.
6 – بعد همزة الاستفهام وهمزة التسوية، مثل:
- أستعلمتَ عن المسألة؟: الأصل (أئستعلمت عن المسألة؟).
- أسمك زيد؟: الأصل (أئسمك زيد).